# Pratica di Mare
Pratica di Mare är en frazione i kommunen Pomezia inom storstadsregionen Rom i regionen Lazio i Italien. Pratica di Mare är beläget på platsen för den antika hamnstaden Lavinium.
En av sevärdheterna är kyrkan San Pietro Apostolo. Det finns även en ödekyrka i Pratica di Mare. (41°39′18″N 12°28′41″Ö / 41.654995°N 12.478099°Ö)

## Bilder
| - Kyrkan San Pietro Apostolo. - Ödekyrkan i Pratica di Mare. |